# Fartyg 6
Fartyg 6 är en  svensk jazzgrupp som verkat sedan 2014.
Gruppen är baserad i Göteborg och Stockholm som leds av vokalisten och kompositören Matilda Andersson och saxofonisten/kompositören Daniel Gahrton. Bandet medlemmar är utöver de nämnda Lisa Grotherus - basklarinett, Milton Öhrström - piano,  Boel Mogensen - kontrabas samt  Maria Dahlin - trummor. Gruppen har ett sound som omfamnar såväl konstmusik som visa och pop i en nyare form av modern jazz- och improvisationsmusik.
Fartyg 6 startade 2014 på initiativ av Matilda Andersson tillsammans med Daniel Gahrton. Följande år började de framträda nationellt och internationellt. Samma år spelades debutskivan Den första in, vilken kom att släppas på Göteborgsbaserade skivbolaget PACAYA records 2016. 2018 gav de ut fullängdsalbumet Allt Faller på samma skivbolag. SSedan 2019 spelar tills vidare blåsaren Robert Nevén basklarinett för Lisa Grotherus.
Bandet är omtalat för sitt säregna sound som uppskattats internationellt. 2019 representerade de Sverige i Nordic Jazz Comets och har spelat aktivt på jazzklubbar runtom i landet och medverkat på festivaler som EFG London Jazz festival 2020.

## Diskografi
- 2016 - Den Första: utgiven av PACAYA records
- 2018 - Allt Faller: utgiven av PACAYA records
- 2021 - Osmund: utgiven av PACAYA records